# 毛羅駅
毛羅駅（モラえき）は、大韓民国釜山広域市沙上区にある釜山交通公社2号線の駅である。駅番号は230。

## 駅構造
相対式ホーム2面2線の地下駅。フルスクリーンタイプのホームドアが設置されている。

### のりば
| 上り | 2号線 | 萇山方面 |
| 下り | 2号線 | 梁山方面 |

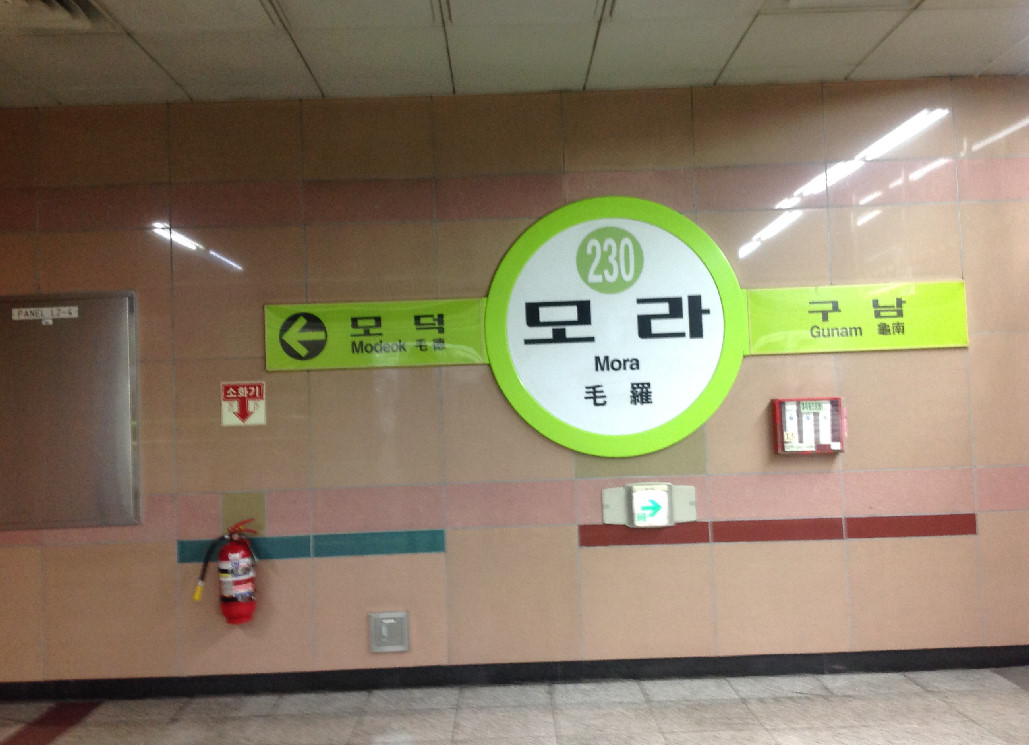
駅名標

## 歴史
- 1999年6月30日 - 開業。

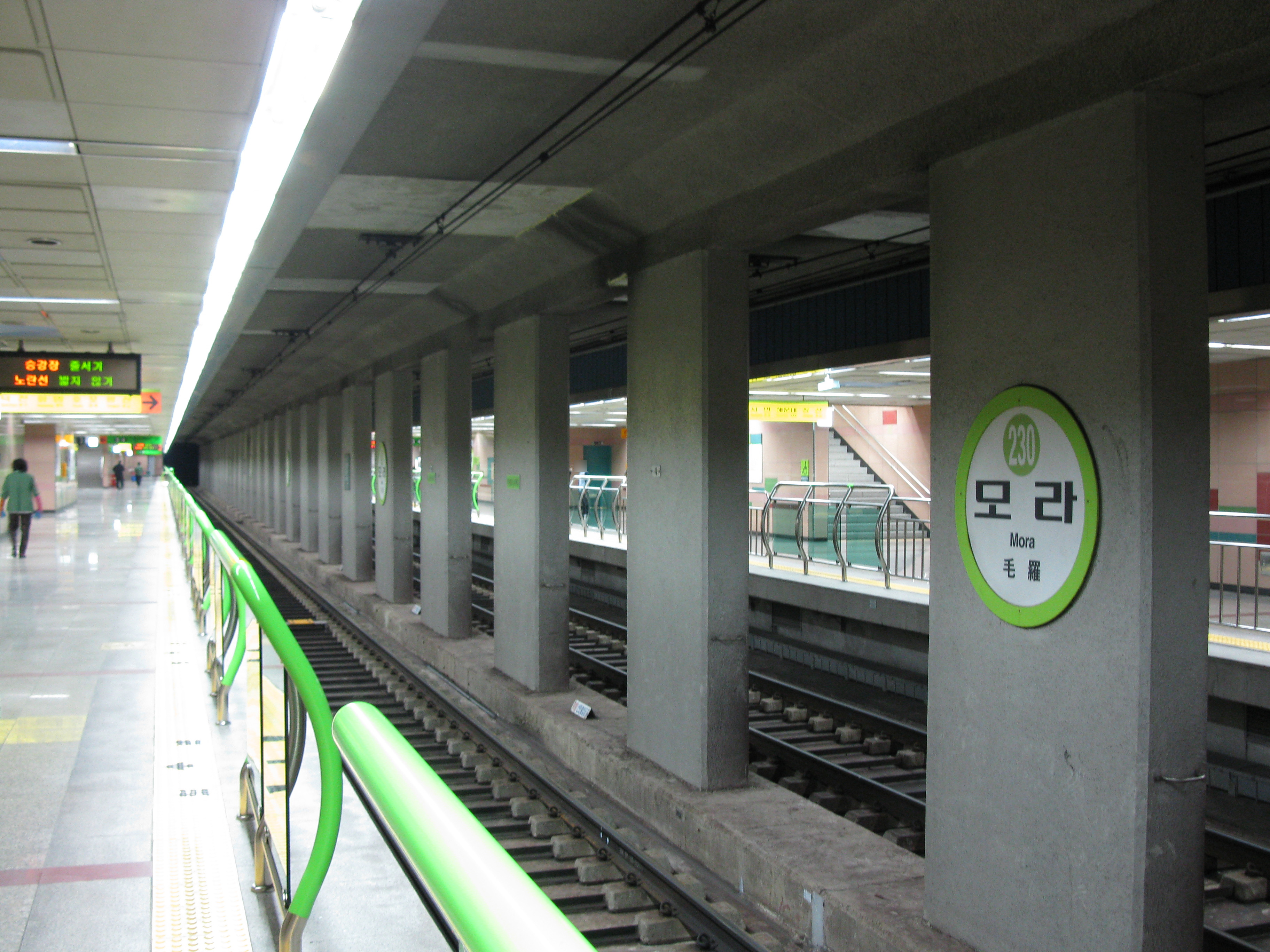
ホームドア設置前（2009年2月）

## 駅周辺
- 釜山沙上警察署毛羅1治安センター
- 北部消防署毛羅119安全センター
- 毛羅初等学校
- 毛羅中学校
- 毛羅郵便局
- 毛羅変電所
- NH農協銀行毛羅洞支店

## 隣の駅
釜山交通公社
 2号線
毛徳駅 (229) - 毛羅駅 (230) - 亀南駅 (231)